# Дин, Квентин
Квентин Дин (англ. Quentin Dean, урождённая Квентин Коринн Марголин (Quintin Corinne Margolin), 27 июля 1944 — 8 мая 2003) — американская актриса.
На экранах дебютировала в 1967 году в детективе Нормана Джуисона «Душной южной ночью». Роль Делорес Пёрди из этой ленты принесла актрисе номинацию на «Золотой глобус». В последующие пару лет она появилась ещё в трёх кинокартинах, а также в ряде телесериалов, прежде чем завершила свою актёрскую карьеру. Квентин Дин скончалась от рака в возрасте 58 лет в Лос-Анджелесе. Актриса была кремирована, а прах развеян над Тихим океаном. В 2014 году американская музыкальная группа «Cadillac Angels» записала песню «The Ballad of Quentin Dean», посвященную актрисе.

## Фильмография
| Год  |   | Русское название   | Оригинальное название    | Роль           |
| ---- | - | ------------------ | ------------------------ | -------------- |
| 1967 | ф | Душной южной ночью | In the Heat of the Night | Делорес Пёрди  |
| 1967 | ф | Уилл Пэнни         | Will Penny               | Дженни         |
| 1968 | ф | Вали отсюда, Джо   | Stay Away, Joe           | Мамми Каллахан |
| 1968 | ф | Юные беглецы       | The Young Runaways       | Джоан          |